# Europapokal der Pokalsieger (Handball) 1985/86
Der Europapokal der Pokalsieger 1985/86 war die elfte Austragung des Wettbewerbs für europäische Handball-Pokalsieger. Die 24 teilnehmenden Mannschaften qualifizierten sich in ihren Heimatländern über den nationalen Pokalwettbewerb für den von der Internationalen Handballföderation (IHF) organisierten Europapokal. Der Titelverteidiger FC Barcelona war automatisch qualifiziert und konnte im Finale gegen den westdeutschen Vertreter TV Großwallstadt seinen Titel wie im Vorjahr aufgrund der Auswärtstorregel verteidigen (20:18, 19:21).

## Chronologie des Wettbewerbs

### Erste Runde
|                      | Gesamt   |                   | Hinspiel | Rückspiel |
| -------------------- | -------- | ----------------- | -------- | --------- |
| Fredensborg/Ski IL   | 58:44    | IF Helsinge-Atlas | 26:25    | 32:19     |
| Salford HC           | 15:72    | Vlug en Lenig     | 05:37    | 10:35     |
| TV Großwallstadt     | 62:27    | HBC Schifflange   | 33:15    | 29:12     |
| Avanti Lebbeke       | 36:40    | Hellerup IK       | 18:22    | 18:18     |
| Arçelik SK           | 47:62    | Építők Veszprém   | 24:29    | 23:33     |
| HK Lokomotíva Trnava | 45:35    | SSV Forst Brixen  | 26:19    | 19:16     |
| HC Köflach           | 48:58    | Teka Santander    | 25:27    | 23:31     |
| Filippos Verias      | (A)38:38 | Hapoel Rechovot   | 19:17    | 19:21     |

Die übrigen Vereine (SC Empor Rostock, USAM Nîmes, Víkingur Reykjavík, RK Železničar Niš, HC Minaur Baia Mare, HK Drott, ZMC Amicitia Zürich und Titelverteidiger FC Barcelona) zogen durch ein Freilos automatisch ins Achtelfinale ein.

### Achtelfinale
|                      | Gesamt |                     | Hinspiel | Rückspiel |
| -------------------- | ------ | ------------------- | -------- | --------- |
| ZMC Amicitia Zürich  | 44:38  | Vlug en Lenig       | 25:19    | 19:19     |
| Fredensborg/Ski IL   | 43:53  | Építők Veszprém     | 22:22    | 21:31     |
| TV Großwallstadt     | 49:46  | RK Železničar Niš   | 32:21    | 17:25     |
| Víkingur Reykjavík   | 39:42  | Teka Santander      | 21:22    | 18:20     |
| FC Barcelona         | 42:40  | Hellerup IK         | 24:19    | 18:21     |
| HK Lokomotíva Trnava | 69:27  | Filippos Verias     | 40:15    | 29:12     |
| SC Empor Rostock     | 47:48  | HK Drott            | 24:27    | 23:21     |
| USAM Nîmes           | 43:60  | HC Minaur Baia Mare | 21:28    | 22:32     |

### Viertelfinale
|                      | Gesamt |                  | Hinspiel | Rückspiel |
| -------------------- | ------ | ---------------- | -------- | --------- |
| HK Lokomotíva Trnava | 37:46  | TV Großwallstadt | 16:17    | 21:29     |
| ZMC Amicitia Zürich  | 37:45  | FC Barcelona     | 20:23    | 17:22     |
| Teka Santander       | 39:45  | Építők Veszprém  | 19:16    | 20:29     |
| HC Minaur Baia Mare  | 50:37  | HK Drott         | 26:18    | 24:19     |

### Halbfinale
|                     | Gesamt |                  | Hinspiel | Rückspiel |
| ------------------- | ------ | ---------------- | -------- | --------- |
| HC Minaur Baia Mare | 44:47  | TV Großwallstadt | 28:22    | 16:25     |
| Építők Veszprém     | 46:54  | FC Barcelona     | 27:25    | 19:29     |

### Finale
Das Hinspiel fand am 4. Mai 1986 im Palau Blaugrana von Barcelona und das Rückspiel am 11. Mai 1986 in der Elsenfelder Rudolf-Harbig-Halle statt.
|              | Gesamt      |                  | Hinspiel | Rückspiel |
| ------------ | ----------- | ---------------- | -------- | --------- |
| FC Barcelona | (A)39:39(A) | TV Großwallstadt | 20:18    | 19:21     |

#### Hinspiel
| FC Barcelona | FC Barcelona | TV Großwallstadt | TV Großwallstadt |
| | Sonntag, 4. Mai 1986 in Barcelona (Palau Blaugrana) Ergebnis: 20:18 (11:9) Zuschauer: 4.000 Schiedsrichter: Milan Valčić, Milan Mitrović ( Jugoslawien)                                                                                        |                  |                  |
| Miguel Herrero, Veroljub Kosovac – Òscar Grau (1), Eugenio Castellví (2), Juan de la Puente (4/2), Juan Pedro Muñoz (6/1), Antonio Argudo (2), Juan José Uria, José Rubira, Eugenio Serrano Gispert (3/1), Blasco Ariño, Juan Sagalés (2) Trainer: Valero Rivera López | Siegfried Roch, Frank Hofstötter – Claus Hormel, Martin Schwalb (3), Michael Paul (2), Winfried Damm (2), Hans-Jürgen Müller (3), Michael Roth (3), Manfred Freisler (3/1), Karl Gaydoul, Ulrich Gnau , Kurt Klühspies (2) Trainer: Jiří Vícha |                  |                  |
| Grau, Castellvi, Muñoz | Freisler, Roth |                  |                  |
| Castellvi (55.) | Roth (55.) |                  |                  |
| Siebenmeter: 5 Versuche (4 verwandelt) | Siebenmeter: 3 Versuche (1 verwandelt) |                  |                  |

#### Rückspiel
| TV Großwallstadt | TV Großwallstadt | FC Barcelona | FC Barcelona |
| | Sonntag, 11. Mai 1986 in Elsenfeld (Rudolf-Harbig-Halle) Ergebnis: 21:19 (9:7) Zuschauer: 3.400 (ausverkauft) Schiedsrichter: Ole Christensen, Per Godsk Jørgensen ( Dänemark)                                                                   |              |              |
| Siegfried Roch – Claus Hormel, Martin Schwalb (2), Michael Paul, Winfried Damm (2), Hans-Jürgen Müller (4), Michael Roth (6), Manfred Freisler (4), Karl Gaydoul (3), Ulrich Gnau , Kurt Klühspies Trainer: Jiří Vícha | Miguel Herrero – Òscar Grau (1), Eugenio Castellví, Juan de la Puente (2), Juan Pedro Muñoz (6/1), Antonio Argudo, Juan José Uria (4/1), José Rubira, Eugenio Serrano Gispert (3/1), Blasco Ariño, Juan Sagalés (3) Trainer: Valero Rivera López |              |              |
| Gnau, Freisler | de la Puente (3×), Grau, Ariño, Castellví |              |              |
| | de la Puente (34.) |              |              |
| Siebenmeter: keine | Siebenmeter: 3 Versuche (3 verwandelt) |              |              |